# Hey
Hey (укр. Хей) — польський рок-гурт, заснований 1992 року у Щецині гітаристом Пйотром Банахом та вокалісткою Касею Носовською.

## Склад гурту

### Сучасний склад
- Катажина Носовська (вокал)
- Павел Кравчик (гітара)
- Марцін Забєловіч (гітара)
- Роберт Ліґєвіч (барабани)
- Яцек Хшановські (бас-гітара)

### Колишні учасники гурту
- Пйотр Банах (гітара)
- Марцін Мацук (бас-гітара)

## Дискографія

### Студійні альбоми
- Fire (1993)
- Ho! (1994)
- Heledore (міні-альбом, 1995)
- ? (1995)
- ? (1995) [англійська версія]
- Karma (1997)
- Hey (1999)
- sic! (2001)
- Music.Music (2003)
- Echosystem (2005)
- Echosystem DVD (2006)
- Miłość! Uwaga! Ratunku! Pomocy! (2009)
- Re-M.U.R.P.E.D. (2010) — ремікси пісень з альбому Miłość! Uwaga! Ratunku! Pomocy!
- Do Rycerzy, do Szlachty, do Mieszczan (2012)

### Живі альбоми
- Live! (1994)
- Live — Special edition not for sale (1994)
- Koncertowy (2003)
- Przystanek Woodstock 2004 (DVD, 2004)
- MTV Unplugged (2007)